# Jean Danjou

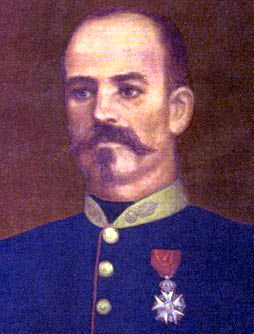
Capitaine Danjou

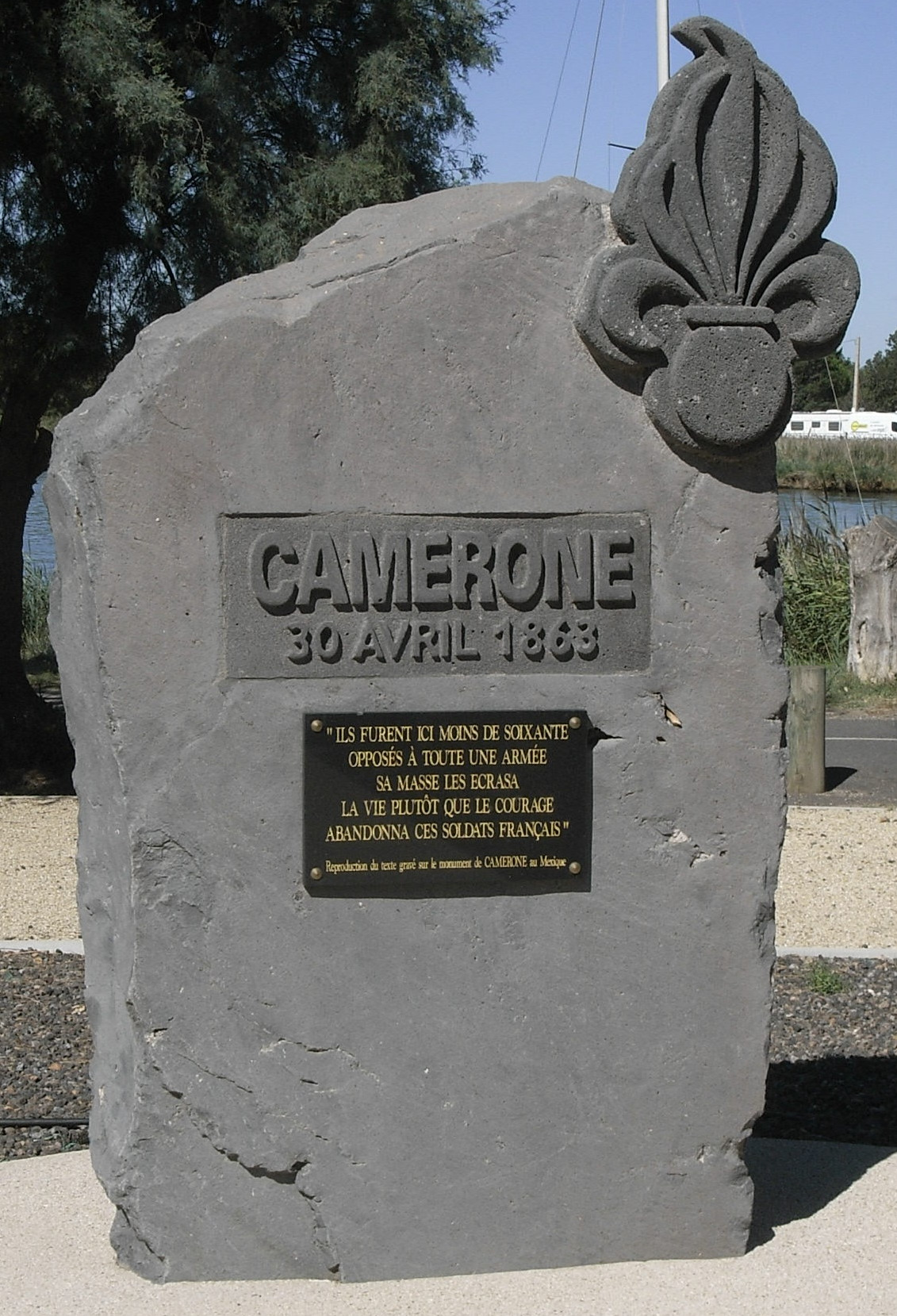
Der Gedenkstein

Capitaine Jean Danjou (* 15. April 1828 in Chalabre, Frankreich; † 30. April 1863 bei Camarón de Tejeda im Gefecht von Camerone, Mexiko) war Offizier der französischen Fremdenlegion. 
In der Zeit zwischen 1863 und 1867 unternahm Kaiser Napoléon III. den Versuch, mit militärischer Gewalt in Mexiko einen Satellitenstaat unter der Herrschaft des Habsburgers Ferdinand Maximilian von Österreich zu gründen. Im Verlauf dieses Kampfes kam es am 30. April 1863 bei dem Weiler Camarón de Tejeda zu einem Gefecht zwischen 62 Fremdenlegionären, unter dem Kommando von 3 Offizieren, unter dem Befehl des einarmigen bzw. einhändigen Hauptmanns Danjou und 2.000 Anhängern der Republik beim Schutz einer Nachschubkolonne.
Capitaine Danjou ließ jeden Legionär schwören, bis auf die letzte Patrone zu kämpfen. Nach stundenlang andauernden Feuergefechten standen nur noch drei Mann auf den Beinen, aber die Legionäre hatten sich die tiefe Bewunderung ihrer Feinde erkämpft: Das sind keine Soldaten, das sind Dämonen!, rief der Befehlshaber der mexikanischen Soldaten, Colonel Francisco de Paula Milán, aus.
Die Mexikaner verloren über 300 Mann. Kaiser Napoléon III. ließ auf den Fahnen des Premier Régiment den Ehrennamen Camerone 1863 anbringen. Im Jahre 1892 wurde auf dem Schlachtfeld ein Denkmal errichtet. Die Inschrift lautet:
CAMERONE
30 AVRIL 1863
ILS FURENT ICI MOINS DE SOIXANTE
OPPOSES A TOUT UNE ARMEE
SA MASSE LES ECRASA
LA VIE PLUTOT QUE LE COURAGE
ABANDONNA CES SOLDATS FRANCAIS
Übersetzung: Camerone, 30. April 1863, Hier standen weniger als sechzig Mann einer ganzen Armee gegenüber. Ihre Masse erdrückte sie. Das Leben verließ diese Soldaten Frankreichs vor dem Mut. 

## Gedenkfeier
Jährlich wird mit einer Militärparade am 30. April, heute im Hauptquartier der Legion in Aubagne, dem Gefecht als „Tag von Camerone“ dem höchsten Feiertag der Fremdenlegion gedacht. Dabei wird in einer feierlichen Zeremonie die hölzerne Handprothese des Hauptmanns, als die heiligste Reliquie der Legion, von einem ehemaligen Fremdenlegionär aus der Krypta des Legionärsdenkmals, dem la monument aux morts, auf den Paradeplatz getragen.

Zeremonie am 30. April
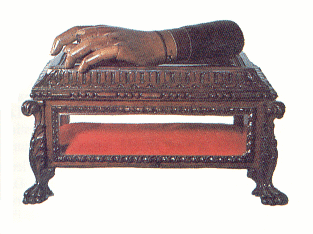
Danjous Handprothese gilt als einer der zwei Erinnerungsgegenstände der Fremdenlegion.
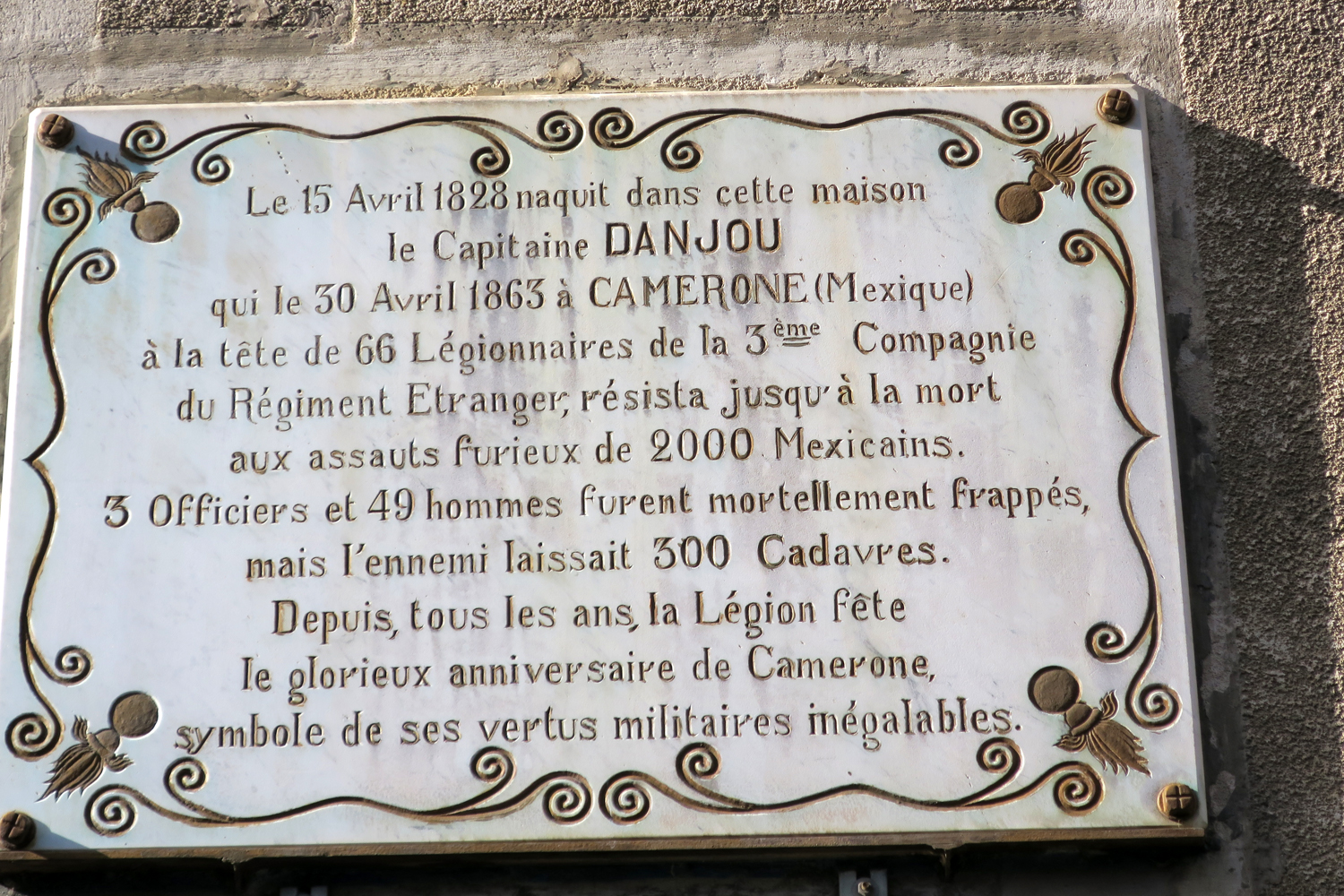
Gedenkplatte des Capitaine Jean Danjou
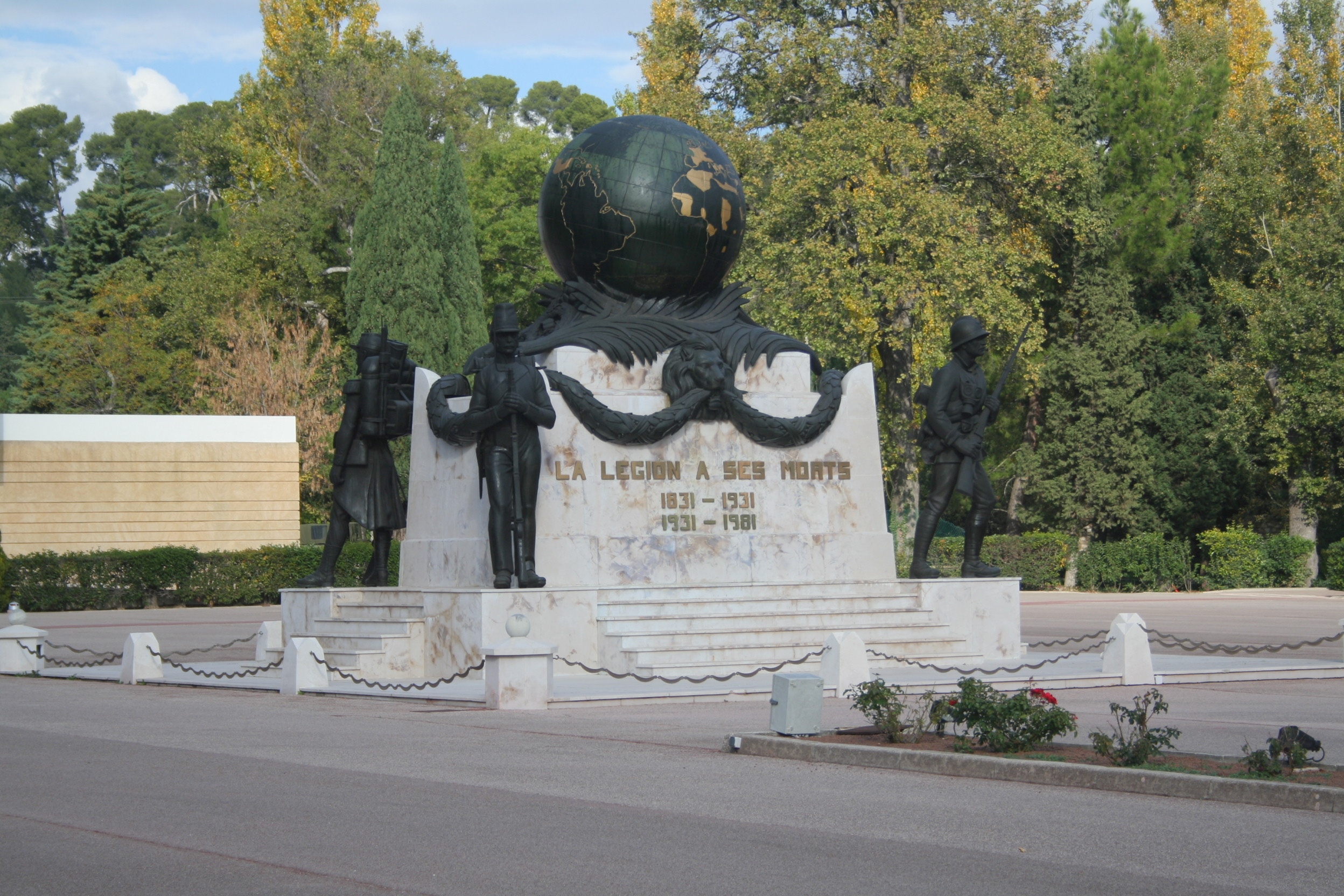
Kriegerdenkmal la monument aux morts in Aubagne